# Хрушиця (Єсеніце)
Хрушиця (словен. Hrušica) — поселення в общині Єсеніце, Горенський регіон, Словенія. Висота над рівнем моря: 590,7 м.